# Байкальский омуль
Байка́льский о́муль (лат. Coregonus migratorius) — рыба рода сигов семейства лососёвых, эндемик озера Байкал. Ценная промысловая рыба.

## Описание
Весит обычно 0,25—1,5 кг, встречаются особи весом до 7 кг. Длина взрослой особи — 30—60 см.
В сентябре — ноябре выходит на нерест в реки. Питается в основном пелагическими рачками, донными беспозвоночными и молодью рыб.
Байкальский омуль традиционно рассматривался как подвид арктического омуля (Coregonus autumnalis) и имел латинское название Coregonus autumnalis migratorius. При исследовании его происхождения существовали две основные гипотезы:
- происхождение от арктического омуля и проникновение в Байкал из Северного Ледовитого океана по рекам в межледниковый период,
- происхождение от предковой формы, обитавшей в тепловодных водоёмах олигоцена и миоцена[3].

Генетические исследования показали, что байкальский омуль близок обыкновенному и сельдевидному сигам и сейчас он выделяется в самостоятельный вид Coregonus migratorius.

## Общая информация
Кучелга — название мелкого (молодого) омуля. Существует четыре популяции байкальского омуля: северобайкальская, селенгинская, посольская и чивыркуйская. Иногда выделяют ещё баргузинскую.
Байкальский омуль находится под угрозой вымирания. В настоящее время проходят мероприятия по восстановлению численности, необходимой для свободной и промышленной ловли.

## Галерея

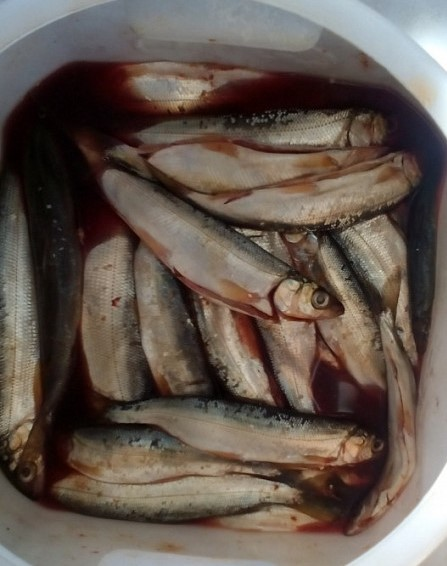
Свежевыловленный байкальский омуль
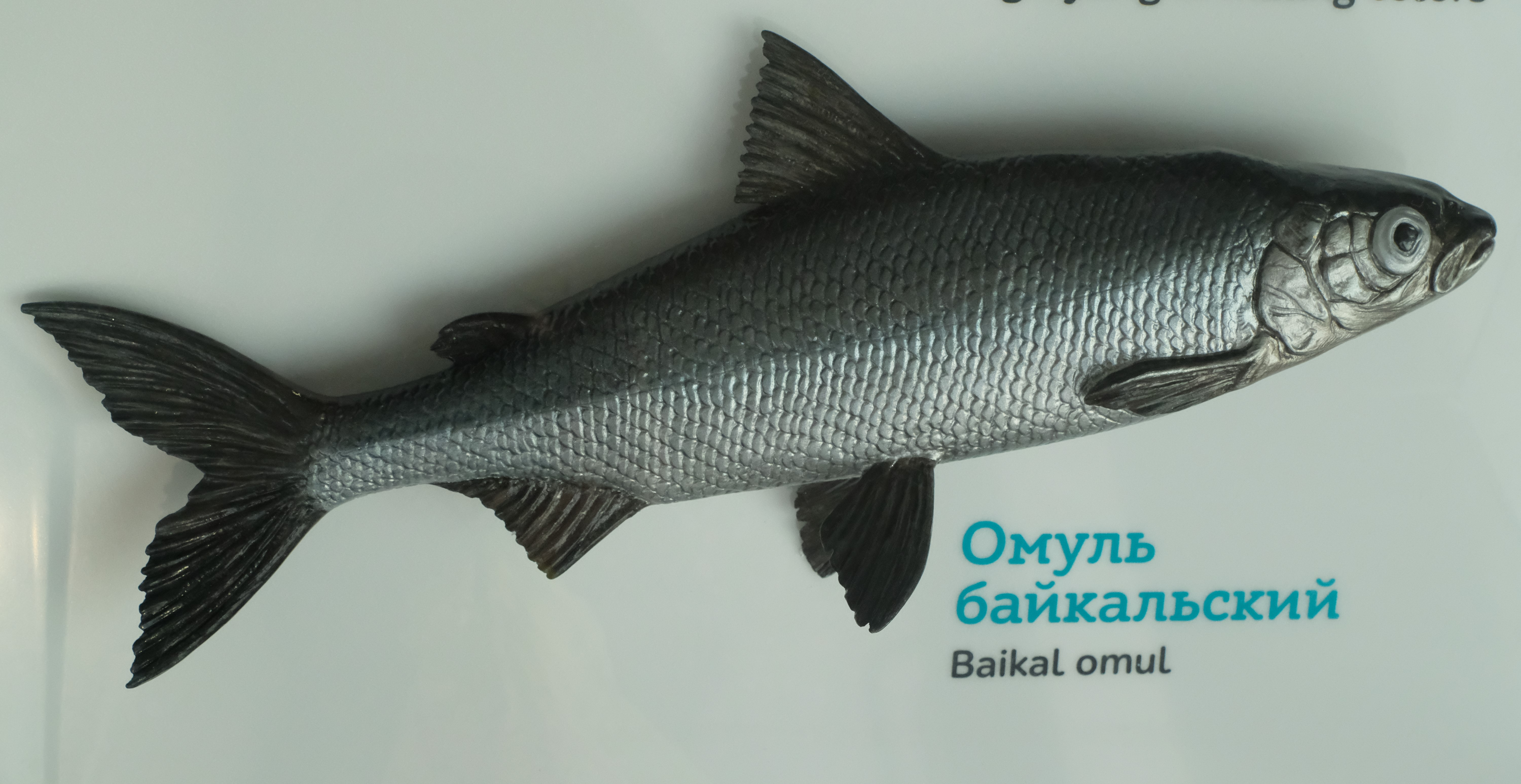
Байкальский омуль
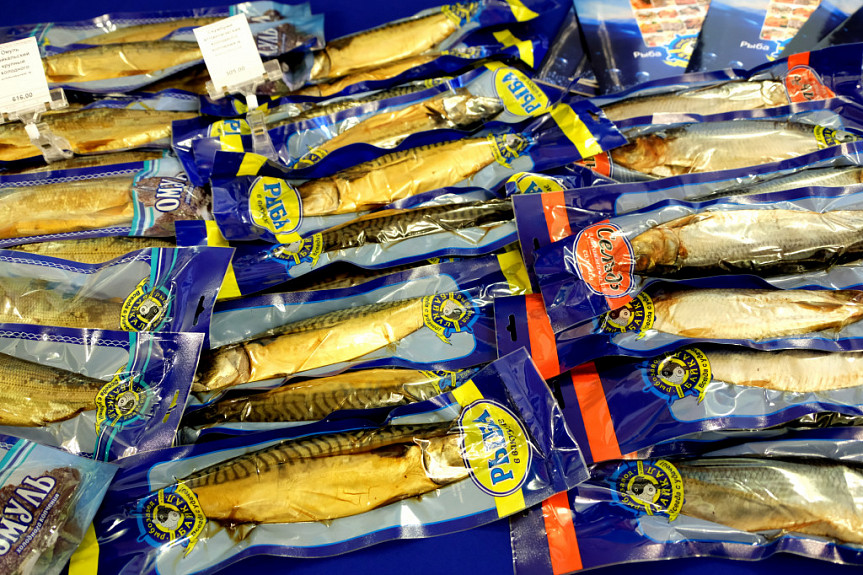
Байкальский омуль (правый ряд) холодного копчения на прилавке магазина
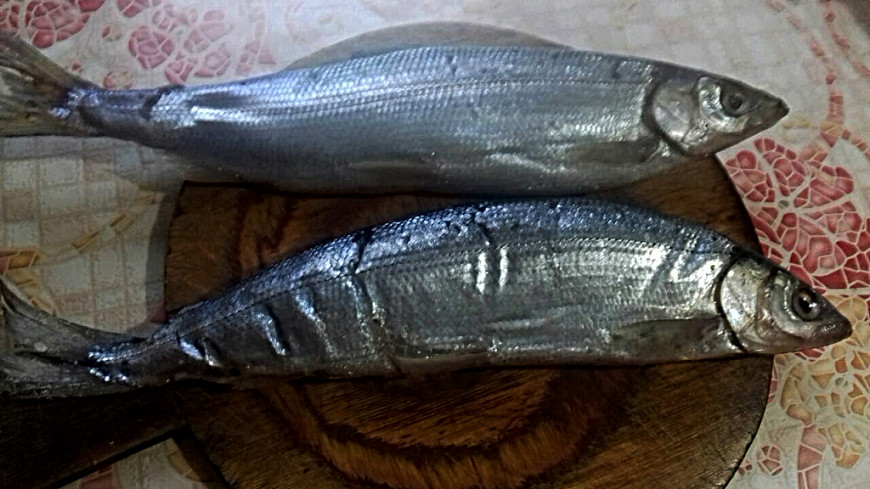
Омуль на разделочной доске